# Frigidorchis humidicola
Frigidorchis humidicola är en orkidéart som först beskrevs av Kai Yung Lang och D.S.Deng, och fick sitt nu gällande namn av Zhong Jian Liu och Sing Chi Chen. Frigidorchis humidicola ingår i släktet Frigidorchis och familjen orkidéer. Inga underarter finns listade i Catalogue of Life.